# Peregu Mare
Peregu Mare là một xã thuộc hạt Arad, România. Dân số thời điểm năm 2002 là 1800 người.